# Мацуєв Павло Миколайович
Павло Миколайович Мацуєв (нар. 5 листопада 1990) — український спортсмен-яхтсмен, учасник Олімпійських ігор 2016 року.

## Виступи на Олімпіадах
| Олімпіада | Дисципліна | Місце |
| --------- | ---------- | ----- |
| Ріо 2016  | клас 470   | 25    |

## Біографія
Народився у Києві. Виріс та тренувався у Миколаєві. 
Наразі працює у Спеціалізованої дитячої-юнацьк спортивна школа олімпійського резерву з вітрильного спорту м.Києва